# Christolea maidantalica
Christolea maidantalica là một loài thực vật có hoa trong họ Cải. Loài này được (Popov & V.I.Baranov) N.Busch mô tả khoa học đầu tiên năm 1939.